# نوراتیتسه
نوراتیتسه (به چکی: Nevratice) یک منطقهٔ مسکونی در جمهوری چک است که در شهرستان ییچین واقع شده‌است.